# En tysk mans historia
En tysk mans historia (Geschichte eines Deutschen) är en reflekterande biografi skriven av Sebastian Haffner (eg. Raimund Pretzel). Boken skrevs 1939 under exil i England, men utgavs postumt år 2000 och kom 2002 i svensk översättning. Den skildrar Haffners ungdomsår i det framväxande nazismens samhälle främst 1933–34. Han reflekterar över vad det är att vara tysk, nationalist och att vara människa. På många sätt förutser han vad som kommer att hända. Dock är det inte en politisk utan en mer allmänmänsklig vinkling av hur vi människor tvingas resignera eller fly för att överleva. Lågmält och utan pekpinnar skildras hur nazismen alltmer interagerar i människors vardagsliv: yrkesmässigt, informationsmässigt, känslomässigt och socialt. Troligen utan att själv inse vidden av det, berör han även frågan hur domstolsväsendet bröts ned och blev en del av den nazistiska maktapparaten. 
Slutligen bestämmer han sig att lämna landet, något som dock inte blev verklighet förrän 1938.